# Organização, sistemas e métodos
Organização, Sistemas e Métodos é uma área clássica da administração e análise e desenvolvimento de sistemas que lida com um conjunto de técnicas que tem como objetivo principal aperfeiçoar o funcionamento das organizações. A função de Organização e Métodos é reconhecida pelas siglas: O&M e OSM (Organização, Sistemas e Métodos)...
Para Oliveira (2005, p.478), a responsabilidade básica da área de Sistemas, Organização e Métodos é a de executar as atividades de levantamento, análise, elaboração e implementação de sistemas administrativos na empresa. O objetivo é o de criar ou aprimorar métodos de trabalho, agilizar a execução das atividades, eliminar atividades em duplicidade, padronizar, melhorar o controle, fazer o gerenciamento dos processos e solucionar problemas, também chamados de patologias organizacionais.
Segundo Cury (2005, p.122) a função de Organização e Métodos é uma das especializações de Administração que tem como objetivo a renovação organizacional. Ela modela a empresa, trabalhando sua estrutura (organograma),  seus processos e métodos de trabalho.
O Analista de O&M  executa a função de Organização e Métodos que baseava-se originalmente na abordagem estruturalista da administração, composta da Teoria da Burocracia de Weber e na Teoria Estruturalista. É, sem dúvida, o profissional que melhor conhece a estrutura organizacional da empresa em cada um dos seus setores de atividade, seus encarregados e responsáveis, a divisão de trabalho e as linhas de autoridade e responsabilidade.
Hoje a ênfase de O&M é dada  pela  Teoria da Contingência e   Holismo, embora a base ainda seja a Teoria do Desenvolvimento Organizacional e Teoria Geral dos Sistemas.

## Profissionais
No Brasil, a carreira de  Organização e Métodos teve muito prestígio nas décadas de 1970 e 1980, sendo incluída no currículo mínimo do curso de administração pelo Conselho Federal de Educação.  Graças a isto e ao aumento do número de administradores, houve um avanço significativo na gestão das empresas brasileiras. Paralelamente, a partir da década de 1980, a função da qualidade ganha prestígio e incorpora algumas das atribuições de O&M.
Os principais cargos dos profissionais desta área são: Analista de O&M e Gerente de O&M. Embora tenha sido reduzida a demanda destes profissionais, muitas empresas ainda os procuram como forma de obter melhorias consistentes em suas organizações. Outras organizações se utilizam de consultorias externas, cujas metodologias consistem basicamente em técnicas de O&M
Regulamentação no Brasil: Lei Federal n° 4769/65, que regulamenta o exercício da profissão de Administrador; e o Decreto Federal n° 61.934/67, que regulamenta a Lei n° 4769/65;

## Conhecimentos Básicos
(Segundo Sinclayr Luiz, 1991, pág 157 e 158)
O Analista de O&M deve ter os seguintes conhecimentos básicos:
- Métodos e técnicas administrativas: organização, planejamento e controle, delegação de responsabilidade, relatórios e orçamentos, padrões de produção, materiais de produção, manuais e regulamentos.
- Funções de análise administrativa: programação e distribuição de trabalho, distribuição de espaço, análise de procedimento, análise do esboço de formulários e técnicas de mecanização.
- Técnicas de análise em indústria e vendas: análise e técnicas de tempo e movimento, análise de movimento de materiais, vendas e distribuição.
- Serviços de escritório: processamento de dados, comunicações, correspondência, arquivo, serviços de digitação, reprodução de documentos, localização, conservação e manutenção de edifícios e condições de trabalho.
- Outros serviços administrativos: administração de pessoal, dos equipamentos de escritório, de materiais, dos transportes, etc.

## Descrição das atividades
Dentre as atividades de O&M, as mais comuns são (Caldas, 1999, p. 7):
- Desenho, racionalização e normatização de processos e procedimentos organizacionais;
- Desenho, formalização e mudança da estrutura organizacional;
- Desenho, racionalização e normatização de formulários;
- Normatização e racionalização do uso do espaço físico e layout na empresa.

## Processos Organizacionais
(Segundo Antonio Cury, 1994, pág 115 a 278)
- Organização baseada no modelo da Teoria da burocracia na Administração de Weber
- Burocratização e desburocratização
- Organização formal e informal
- Enfoque sistêmico da Organização
- Estruturas de controle da amplitude administrativa na Teoria de Graicunas
- Níveis administrativos (organograma)
- Departamentalização e Descentralização baseado nas Teorias de Lyndall F. Urwick e Luther Gulick
- Estrutura organizacional baseado no modelo de Peter Drucker
- Desenvolvimento Organizacional baseado na Teoria do Desenvolvimento Organizacional
- Processo de implantação da Administração Holística

## Métodos e Processos
(Segundo Antonio Cury, 1994, pág 283 a 475)
- Análise administrativa;
- Elaboração de gráficos de processamento;
- Elaboração de formulários;
- Elaboração de layout;
- Análise da distribuição do trabalho;
- Elaboração dos Manuais da Organização;
- Elaboração de instrumentos executivos normativos;
- Gerenciamento de processos de negócio;
- Elaboração da política de descentralização e de estrutura divisional (organograma);
- Elaboração do modelo de regimento interno;
- Desenvolvimento de processos de qualidade e padronização baseados nas normas técnicas: (ISO 9000/ABNT);

## Metodologia de O&M
A metodologia do trabalho de O&M consiste na realização de um diagnóstico também chamado da Análise Administrativa. Suas fases são: identificação do problema, coleta de dados, análise propriamente dita, elaboração de sugestões ou do novo sistema, treinamento, implantação e acompanhamento.  E  no princípio de racionalização dos métodos de trabalho de forma a habilitar o indivíduo a produzir mais e melhor dentro de uma unidade de tempo. Diversas razões justificam a criação de uma função especial a nível de assessoria.
Em primeiro lugar, a expansão da empresa no mundo moderno atinge determinadas proporções, no caso de grandes empresas, que o administrador se afasta cada vez mais das rotinas executivas e se concentra nas atividades de comando e planejamento.
Em segundo lugar, à proporção que se amplia a empresa, os requisitos de especialização que se vão fazendo necessários para o conhecimento em detalhes de cada setor de seu funcionamento não mais permitem seu domínio por parte de um único indivíduo, dadas as limitações naturais do ser humano. Os resultados obtidos pela aplicação das técnicas de O&M são de natureza quantitativa e qualitativa.

## Resultados Quantitativos
(Segundo Sinclayr Luiz, 1991, pág 156)
Entre os resultados de natureza quantitativa podemos citar:
- Aumento da produção com o mesmo tempo de trabalho;
- Mesmo volume de produção com menor tempo de trabalho;
- Aumento de produção com o mesmo número de empregados;
- Mesmo volume de produtos com o menor número de empregados.

## Resultados Qualitativos
(Segundo Sinclayr Luiz, 1991, pág 156)
Quanto aos resultados qualitativos, obtidos através do O&M, podemos mencionar:
- Melhor qualidade do produto do ponto de vista técnico;
- Maior precisão;
- Maior rapidez e pontualidade;
- Maior homogeneidade do produto.

## Modelos das Ciências do Comportamento
- Dinâmica de grupo baseado no modelo de Kurt Lewin
- Fatores de higiene e motivação baseado na Teoria de Frederick Herzberg
- Hierarquia de necessidades baseado na Teoria de Abraham Maslow
- Natureza do comportamento humano, Teorias X e Y, de Douglas McGregor
- Teoria das relações humanas